# 想像 (無限女孩單曲)
《想像》是無限女孩第1季由節目以無限GIRLS歌手養成計畫為概念下於2008年發行的數位單曲。

## 概述
- 由DJ DOC擔任製作。
- 原曲為主持群中的宋恩伊在2004年4月27日發行的1輯《Imagine》，無限女孩2008年另行重唱。（M/V）[1]
- 此版本由宋恩伊，皇甫惠貞，白寶藍，鄭詩雅，申奉仙，金信英等6位主持人共同演唱。
- 2008年9月份開始錄製歌曲，2008年11月12日正式在網上公告此歌曲，2008年11月15日下午3點15分在MBC“Show! 音樂中心”上現場演唱歌曲“想像”。[2][3]

## 曲目
| 曲序     | 曲目                                 | 时长  |
| -------- | ------------------------------------ | ----- |
| 1.       | 상상(무한걸스 Original Ver.)（想像） | 3:37  |
| 2.       | 상상(무한걸스 Full Ver.)（想像）     | 3:37  |
| 3.       | 상상((Instrumental).)（想像）        | 3:37  |
| 总时长： | 总时长：                             | 10:52 |